# 和田晋
和田 晋（わだ しん、1898年〈明治31年〉 - 1982年〈昭和57年〉9月17日）は、日本の剣道家。段位は範士九段（全日本剣道連盟）。一刀流溝口派剣術の継承者。

## 経歴
旧会津藩士・和田又四郎の子として福島県会津若松市に生まれる。祖父・井深宅右衛門は戊辰戦争の際、切腹前の萱野長修から箸で一刀流溝口派を伝授された。明治維新後、井深から又四郎に、又四郎から晋に受け継がれた。
1919年（大正7年）、東京高等師範学校に入学し、高野佐三郎に師事。卒業後、石川県師範学校、金沢第四高校、府立第七中学校、攻玉社中学校、若松商業高校、会津短期大学などで剣道を指導した。
晋は他言他見無用の掟を守り、一刀流溝口派を秘密にしていたが、自分が死去すれば貴重な形が失われてしまうため公開した。1968年（昭和43年）、第14回全日本東西対抗剣道大会で初めて公開し、同年の全日本剣道選手権大会でも演武した。公開時に覚えていたのは一部の形のみであったが、一刀流溝口派が完全に失われる危機を免れた。
全会津剣道連盟会長、会津武徳殿師範、福島県剣道連盟副会長、全日本剣道連盟審議員を歴任し、1982年（昭和57年）死去。享年84。

## 栄典
- 勲五等双光旭日章
- 福島県文化功労賞